# Arundina
Genre
Arundina ou 'Orchidée Bambou' est un genre de la famille des Orchidaceae, de la sous-famille des Epidendroideae comptant simplement deux espèces d'orchidées. 

## Liste des espèces et de leurs synonymes.
- Arundina caespitosa Aver. 2007.
  - Pas de synonyme connu.
- Arundina graminifolia (D.Don) Hochr. 1910.
  - Arundina bambusifolia Lindl.
  - Bletia graminifolia D.Don
  - Cymbidium bambusifolium Roxb.

## Description
- Espèce très variable.
- Arundina Graminifolia ressemble à s'y méprendre, pour un œil non averti, à une plante du genre graminée lorsqu'elle n'est pas en floraison. Cette orchidée pousse de manière exubérante à l'état sauvage.

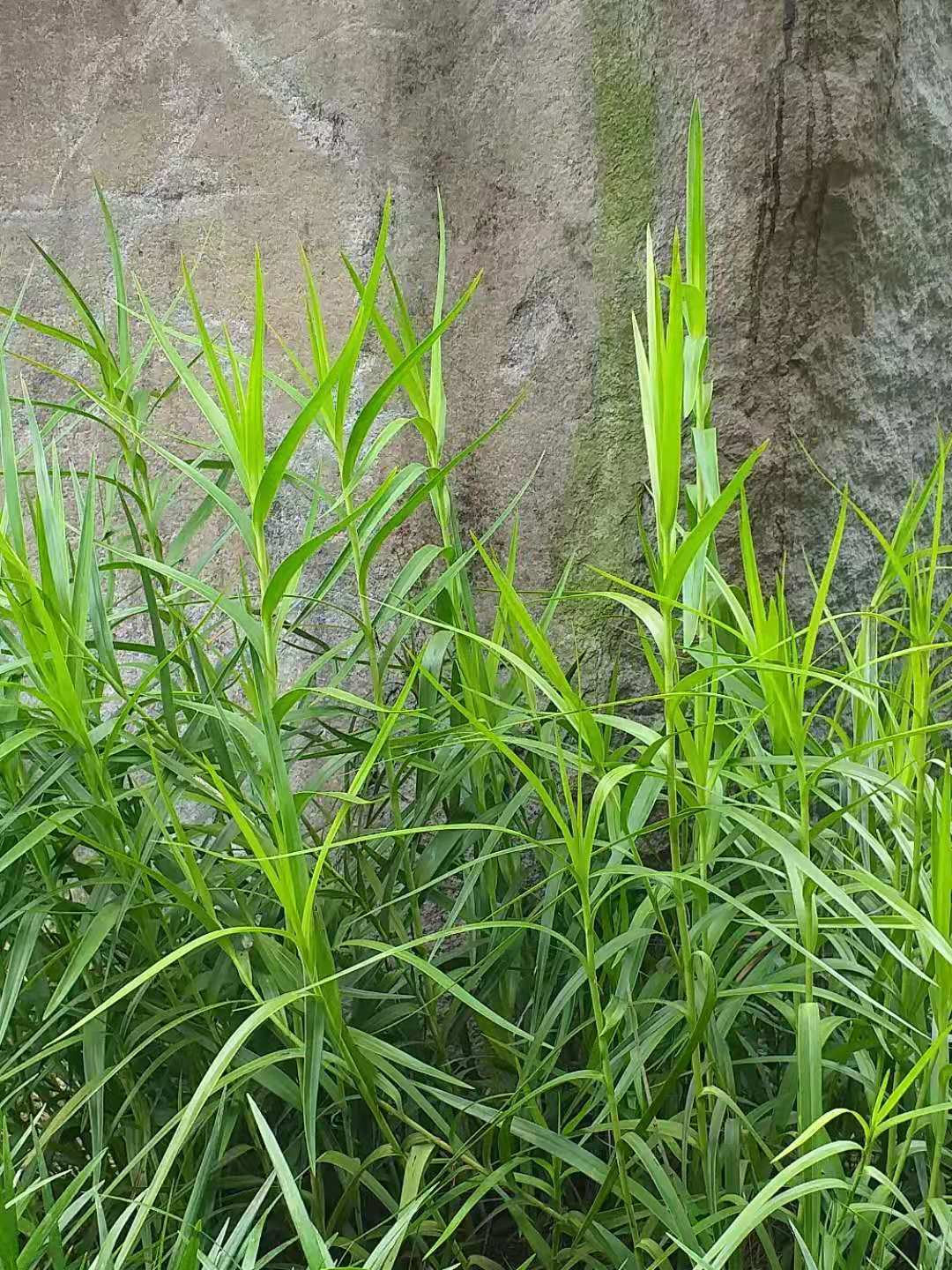
Arundina graminifolia non fleuri, Musée national des sciences naturelles, Taichung, Taïwan

## Répartition
Asie, depuis l'Himalaya jusqu'aux îles du Pacifique.
Ce genre d'Asie tropicale s'étend de l'Inde, au Népal, de la Thaïlande à la Malaisie, de Singapour, Chine du Sud à l'Indonésie et à travers les îles du Pacifique. Il a été mis en place à Porto Rico, au Costa Rica et au Panama.
Arundina graminifolia se trouve également à l'île de la Réunion, dans les zones humides et notamment au sud-est de l'île dans les forêts du littoral.

## Galerie

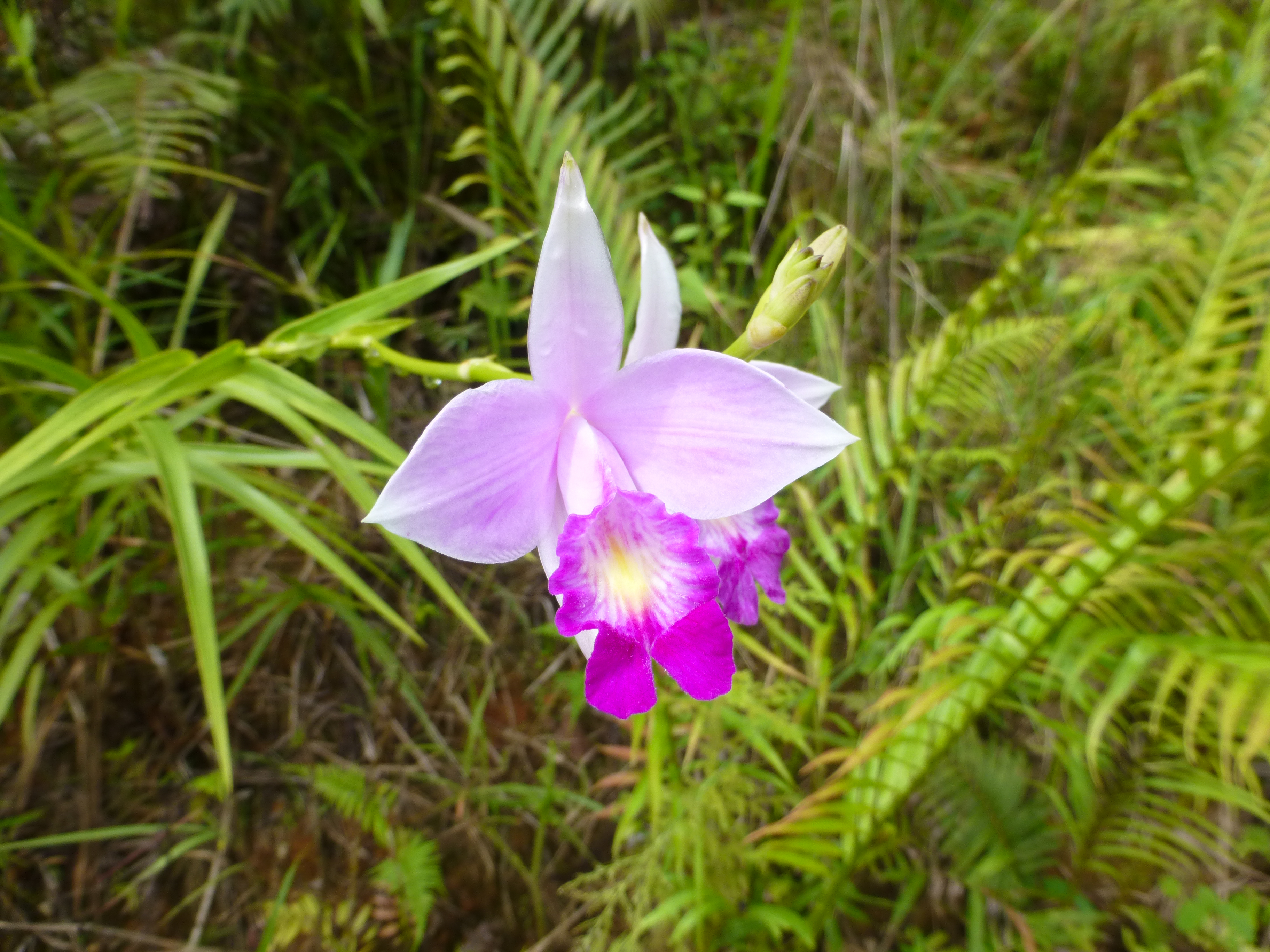
Orchidée Bambou, Jardin botanique de la reine Sirikit, Thaïlande

Orchidée Bambou Arundina graminifolia
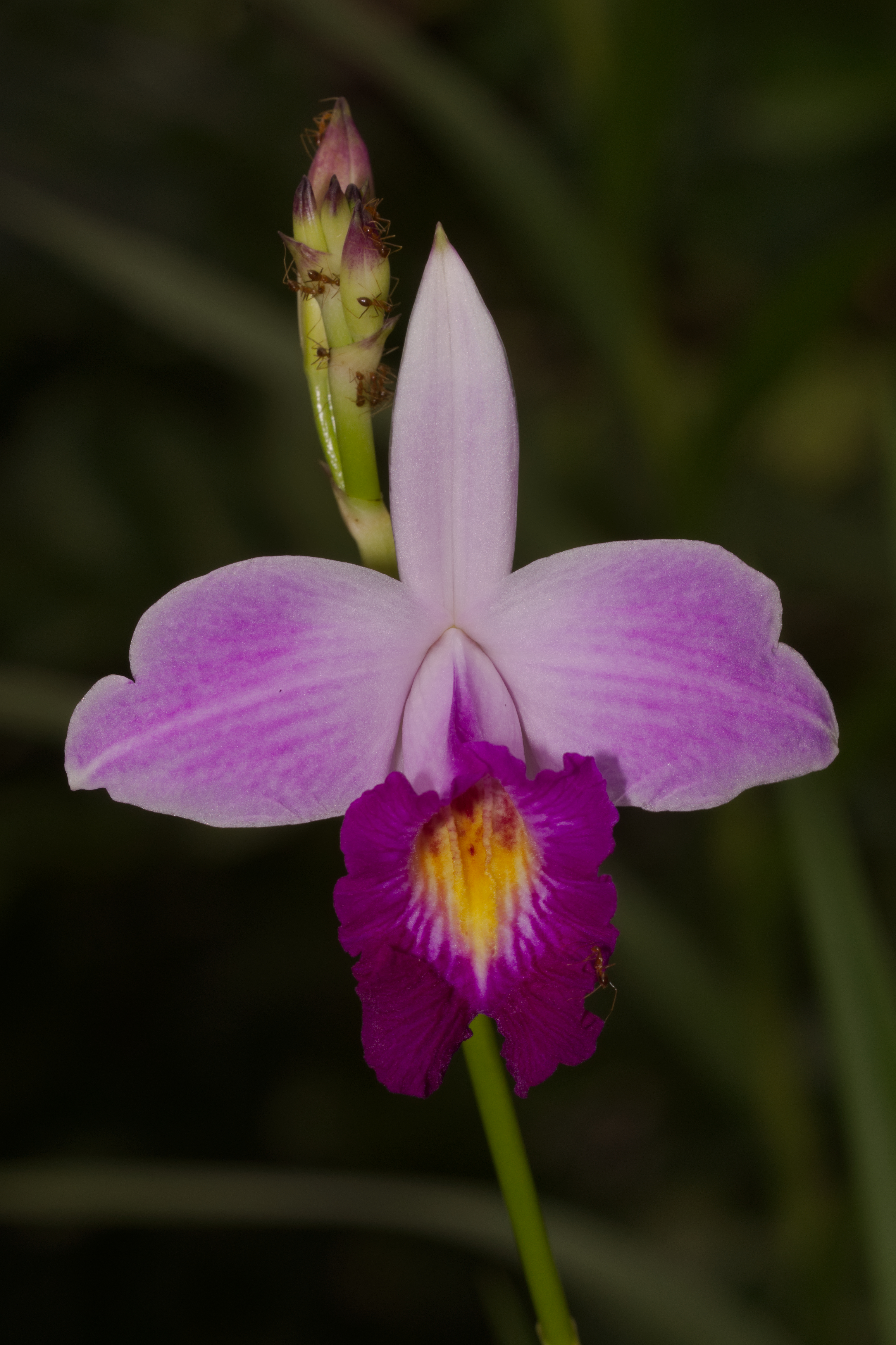
État du Kerala, Inde
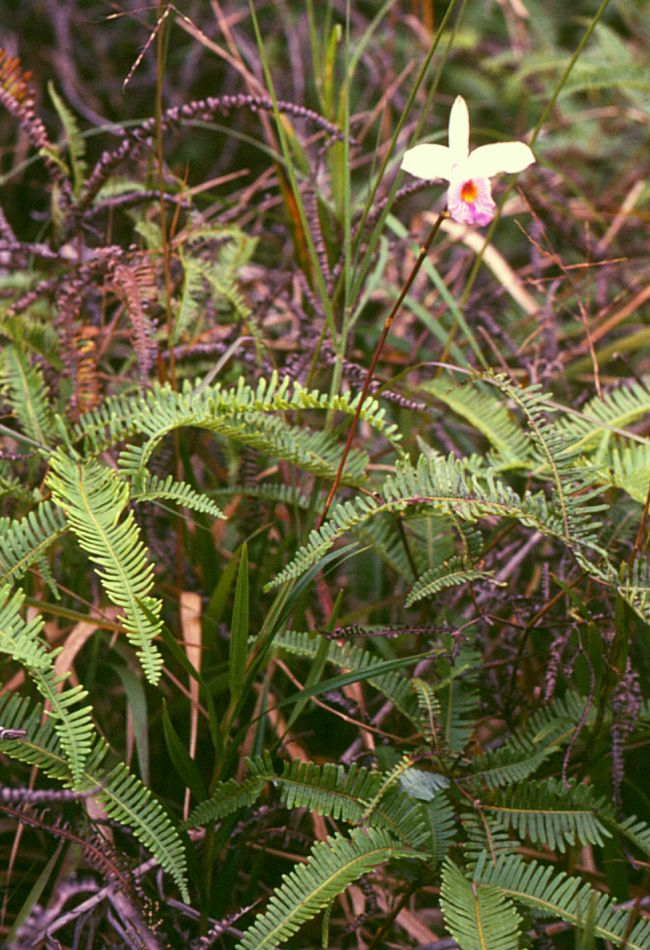
Cambodge
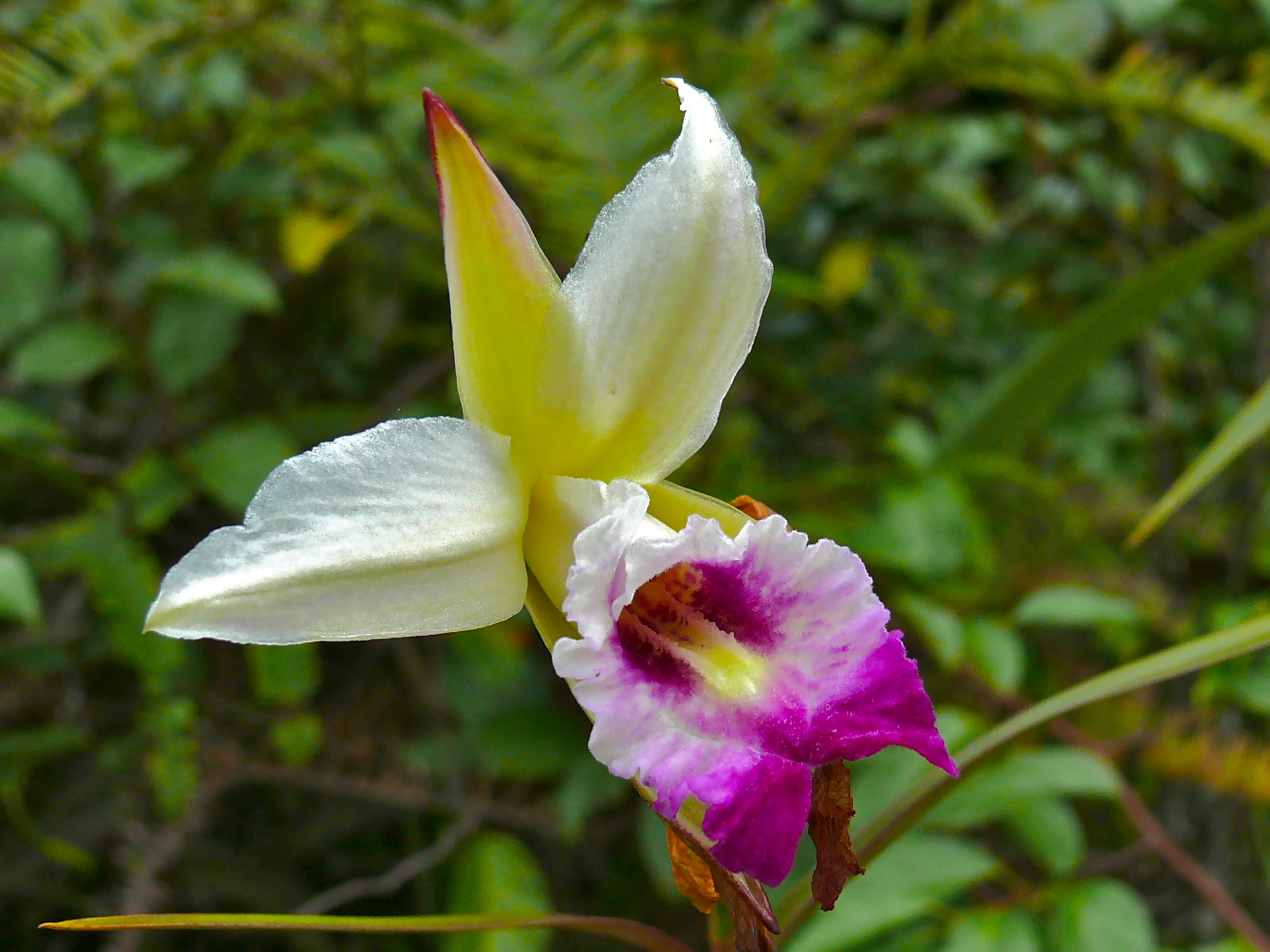
Malaisie
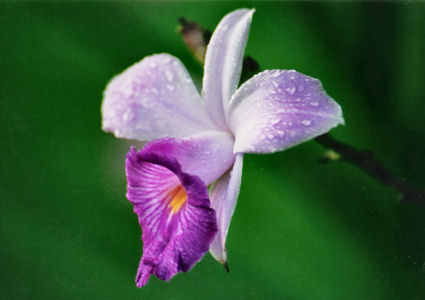
Costa Rica
Hawaï